# حروب هيريرو
```
حروب الهريرو
 كانت سلسلة من الحروب الاستعمارية بين 
الإمبراطورية الألمانية
 و قبيلة هيريرو 
بجنوب غرب أفريقيا الألمانية
 (حاليًا 
ناميبيا
).
```

## الخلفية
كانت هوريرو رعاة للماشية وتسكنون معظم وسط وشمال وجنوب غرب أفريقيا، وفي أغسطس عام 1884 أثناء التدافع على أفريقيا طالبت ألمانيا بجنوب غرب أفريقيا حيث كانت تعتبر المنطقة الوحيدة خارج الأراضي الألمانية المناسبة لـ«استقرار أبيض». احتل المستعمرون لألمان الذين قدموا في السنوات التالية مساحات كبيرة من الأراضي، متجاهلين أية مطالبات من قبل شعب هيريرو أو شعب ناما أوغيرهم من المواطنين الأصليين فكانت هناك مقاومة من قبلهم. حل نوع من السلام عام 1894 وفي تلك السنة أصبح تيودور لويتفاين حاكم المستعمرة، كما تم تشجيع المستوطنين البيض لسلب المزيد من الأراضي من السكان الأصليين، مما سبب قدرًا كبيرًا من السخط.

## التمرد
في عام 1903، ثارت بعض قبائل الخوي والهيريرو وقُتل حوالي 60 المستوطنين الألمان، فتم إرسال قوات من ألمانيا لإعادة فرض النظام ولكنها لم تتمكن إلا من تفريق المتمردين بقيادة زعيم الهوريرو صامويل ماهاريرو. في رسالته الشهيرة إلى هندريك ويتبوي ‏ زعيم الناما سعى ماهاريرو إلى تنظيم تمرده ضد الألمان ببناء تحالفات مع القبائل الأخرى هاتفًا لنموت ونحن نقاتل! قادت هيريرو حرب عصابات ضد الألمان، حيث قاموا بعمليات كر وفر ثم الذوبان سريعًا داخل التضاريس التي يعرفونها جيدًا، مما منع الألمان من اكتساب  ميزة من مدافعهم وأسلحتهم الرشاشة الحديثة إلى أن دارت المعركة الفاصلة في 11 أغسطس عام 1904 في جبال ووتربيرج. اعتقد ماهاريرو أن تفوق هوريرو العددي الذي بلغ 6 أضعاف الألمان ستؤمن له الانتصار في المواجهة النهائية إلا أن الألمان كان لديهم الوقت لاستقدام المدفعيتهم وأسلحتهم الثقيلة. تكبد كلا الطرفين خسائر فادحة، ولكن قوات هيريرو تشتتت وهُزمت.
في أكتوبر عام 1904، أصدر الجنرال لوتار فون تروتا أوامره بقتل كل ذكور هيريرو ونفي النساء والأطفال إلى الصحراء، وبمجرد وصول الأخبار إلى ألمانيا تم إلغاء الأوامر، لكن تروتا  تجاهل برلين في البداية. عندما تم تعليق أمر الإبادة أخيرًا في نهاية عام 1904 تم جمع الباقين على قيد الحياة من رجال القبائل  معسكرات الاعتقال، وتم نقل آخرين بنظام السخرة إلى الشركات الألمانية؛ مات العديد من الهيريرو بسبب الإرهاق وسوء التغذية.
استغرق الألمان حتى عام 1908 في إعادة السلطة على الإقليم، وخلال ذلك الوقت تعرض عشرات الآلاف من الأفارقة الذين تراوح عددهم بين 34,000 و 110,000 إما للقتل:296) أو الموت عطشًا أثناء فرارهم، شارك في الصراع 65,000 من أصل 80,000 من هوريرو وعلى الأقل 10,000من أصل 20,000 من ناما بينما بلغت ذروة القوات الألمانية حوالي 19,000،[بحاجة لمصدر] وفي ذلك الوقت تم اكتشاف الماس في الإقليم، مما عزز ازدهاره بشكل كبير لكن فترة قصيرة.

## فيما بعد
في عام 1915 خلال الحرب العالمية الأولى، قامت القوات البريطانية وجنوب أفريقيا باحتلالها في يُعرف بحملة جنوب غرب أفريقيا، وأصبح جنوب غرب أفريقيا محمية لجنوب أفريقيا.[بحاجة لمصدر]
في 16 أغسطس 2004 بعد 100 سنة من هذه الحرب قدمت الحكومة الألمانية اعتذارًا رسميًا  عن الفظائع التي ارتُكبت، قالت وزيرة التنمية والتعاون الاقتصادي الألمانية هايديماري فيتسوريك تسويل «نحن الألمان نتقبل المسؤولية التاريخية والأخلاقية والذنب التي يتكبده الالمان في ذلك الوقت» . وبالإضافة إلى ذلك، اعترفت أن المذابح كانت تعادل إبادة جماعية.
لم تكن الحكومة الألمانية حتى عام 2015 قد اعترفت أن المذابح كانت تعادل إبادة جماعية و اعتذرت مرة أخرى في عام 2016، وتقاضي هيريرو الحكومة الألمانية بدعوى جماعية.

## في الأدب
حروب هيريرو والمجازر التي ارتكبت كلاهما مبين في رواية V. عام 1963 بواسطة توماس بينشون. ظهرت أيضًا القصة المأساوية للتطهير العرقي لهيريرو وناما في رواية بينشون جاذبية قوس قزح عام 1973. كما تم تصوير مدى ضرر التطهير العرقي تجاه هيريرو وناما على حياة الأفراد وعلى نسيج هيريرو الثقافي في 2013 في الرواية التاريخية ماما ناميبيا بواسطة ماري سريبروف.
ظهرت أيضًا الحرب والمجازر على حد سواء بشكل كبير في بريق التنقيب، وهي شهادات معاصرة من قبل فريدريك كورنيل عن محاولاته للتنقيب عن الماس في المنطقة، يروي كورنيل في هذا الكتاب عن مشاهدته المباشرة لمعسكر الاعتقال في جزيرة القرش بالإضافة إلى جوانب أخرى من الصراع.